# MBDA Aster

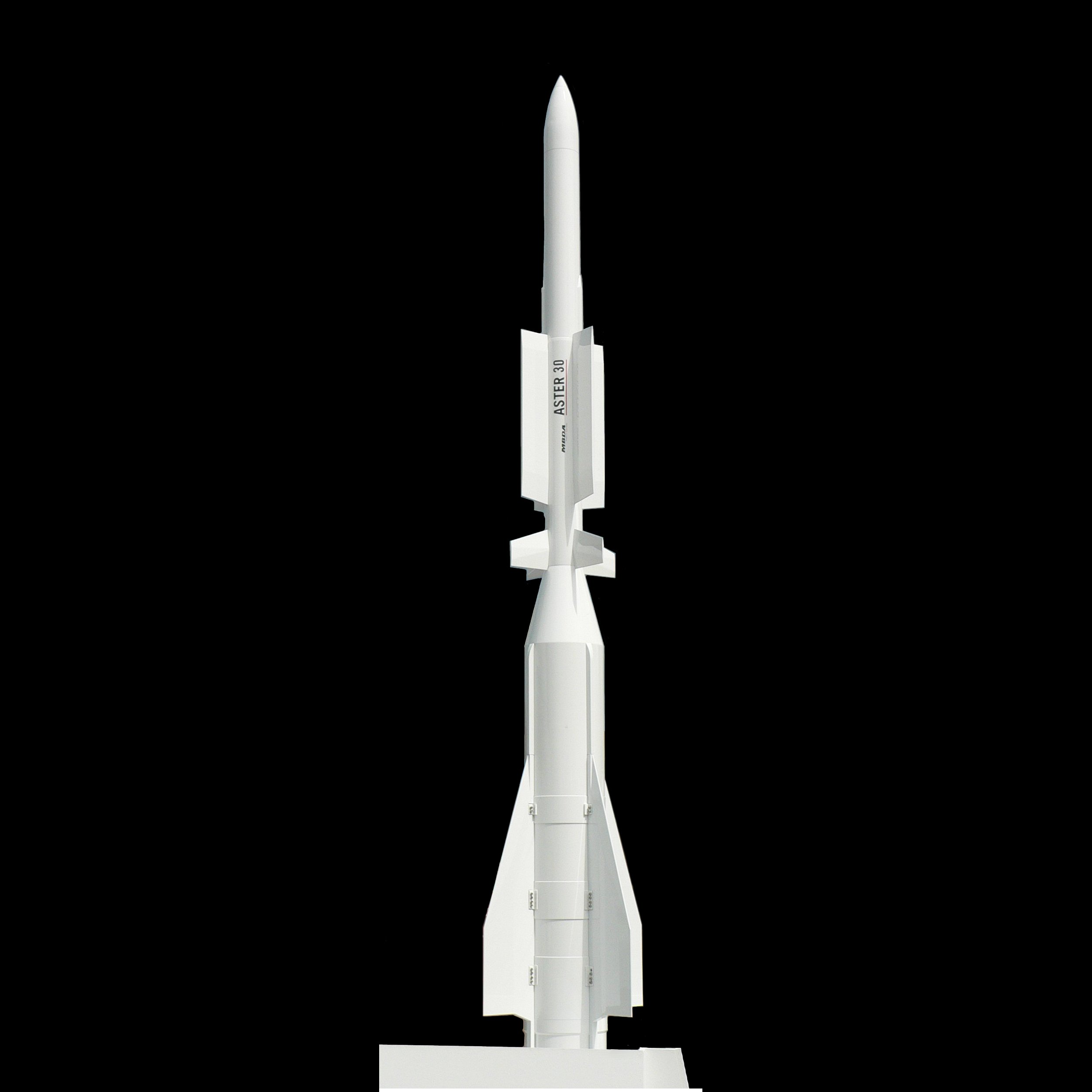
Aster

Aster – francusko-włoska rodzina pocisków rakietowych ziemia–powietrze. Składa się z przeciwlotniczego i przeciwrakietowego pocisku krótkiego (Aster 15) i średniego (Aster 30) zasięgu.
Aster jest dwuczłonową rakietą napędzaną paliwem stałym produkowanym przez konsorcjum Eurosam w skład którego wchodzą MBDA France, MBDA Italy (razem 66% udziałów) i Thales Group (33%).
Rakiety te powstały jako rakiety systemu woda-powietrze, jednak w toku rozwoju powstały również wersje ziemia-powietrze (system SAMP/T – (ang.) Surface-to-Air Missile Platform/Terrain, (fr.) Sol-Air Moyenne Portée Terrestre), startujące z pionowych wyrzutni (co daje im przewagę nad startującymi z wyrzutni nachylonych pod kątem 38° rakietami systemu Patriot).
Produkcja seryjna pocisków rozpoczęła się w 2006 roku w Selles-Saint-Denis; przez pierwsze dwa lata w ilości 5 na miesiąc, od 2011 roku w docelowej ilości ponad 20 miesięcznie. W 2012 roku wyprodukowano tysięczny pocisk.

## Budowa i działanie
Podstawowe dane systemu:
| RADAR STACJONARNY                                     | RADAR STACJONARNY                                               |
| ----------------------------------------------------- | --------------------------------------------------------------- |
| System jednoczesnego śledzenia:                       | do 300 obiektów                                                 |
| Jednoczesne namierzanie:                              | do 60 obiektów                                                  |
| Jednoczesne naprowadzanie:                            | do 16 obiektów                                                  |
| Częstotliwość:                                        | Pasma I/J, G lub F.                                             |
| POCISK                                                |                                                                 |
| Długość:                                              | 4,2 m                                                           |
| Średnica:                                             | 180 mm                                                          |
| Masa startowa:                                        | 310 kg (Aster 15) 510 kg (Aster 30)                             |
| Prędkość:                                             | 1000 m/s (Aster 15) 1400 m/s (Aster 30)                         |
| Zasięg:                                               | 1,7–30 km (Aster 15) 3–120 km (Aster 30) 3–150 km (Aster 30 NG) |
| Pułap maksymalny:                                     | 13 km (Aster 15) 20 km (Aster 30) 25 km (Aster 30 NG)           |
| Prawdopodobieństwo zniszczenia celu jednym pociskiem: | 0,9                                                             |
| STACJONOWANIE RAKIET ASTER 15                         |                                                                 |
| Francja:                                              | Lotniskowiec "Charles de Gaulle", fregaty typu Horizon i FREMM; |
| Włochy:                                               | Fregaty typu Orizzonte i FREMM;                                 |
| Wielka Brytania:                                      | Niszczyciele typ 45;                                            |
| Arabia Saudyjska:                                     | Fregata typu Al Riyadh;                                         |
| Singapur:                                             | Fregata typu Formidable;                                        |
| STACJONOWANIE RAKIET ASTER 30                         |                                                                 |
| Francja i Włochy:                                     | Fregaty typu Horizon/Orizzonte i FREMM;                         |
| Wielka Brytania:                                      | Niszczyciele typ 45;                                            |

## Obrona antyrakietowa
W odpowiedzi na wzrastające globalne zagrożenie związane z proliferacją pocisków balistycznych i broni jądrowej, coraz większego znaczenia nabierają systemy obronne zdolne do skutecznego zwalczania rakiet i pocisków balistycznych. Jednymi z takich systemów, obok amerykańskich THAAD i Patriot PAC-3, są systemy antyrakietowe:
- Aster 15-SAAM (Surface-to-Air Anti-Missile) – pocisk woda-powietrze służący do obrony własnej okrętu lub zgrupowania okrętów;
- Aster 30-SAMP/T – naziemny system antyrakietowy o zasięgu ponad 100 km, służący do zwalczania balistycznych rakiet krótkiego i średniego zasięgu;
- Aster 15-PAAMS oraz Aster 30-PAAMS (Principal Anti-Air Missile System) – systemy zdolne do wykonywania trzech typów zadań: samoobrony, obrony lokalnego obszaru oraz bezpośredniej ochrony zgrupowań floty.